# 多瑙河畔恩格尔哈茨采尔
多瑙河畔恩格尔哈茨采尔是奥地利上奥地利州谢尔丁县的一个市镇。总面积19平方公里，总人口998人，人口密度52.5人/平方公里（2011年）。

## 参见

多瑙河畔恩格尔哈茨采尔 - Engelhartszell
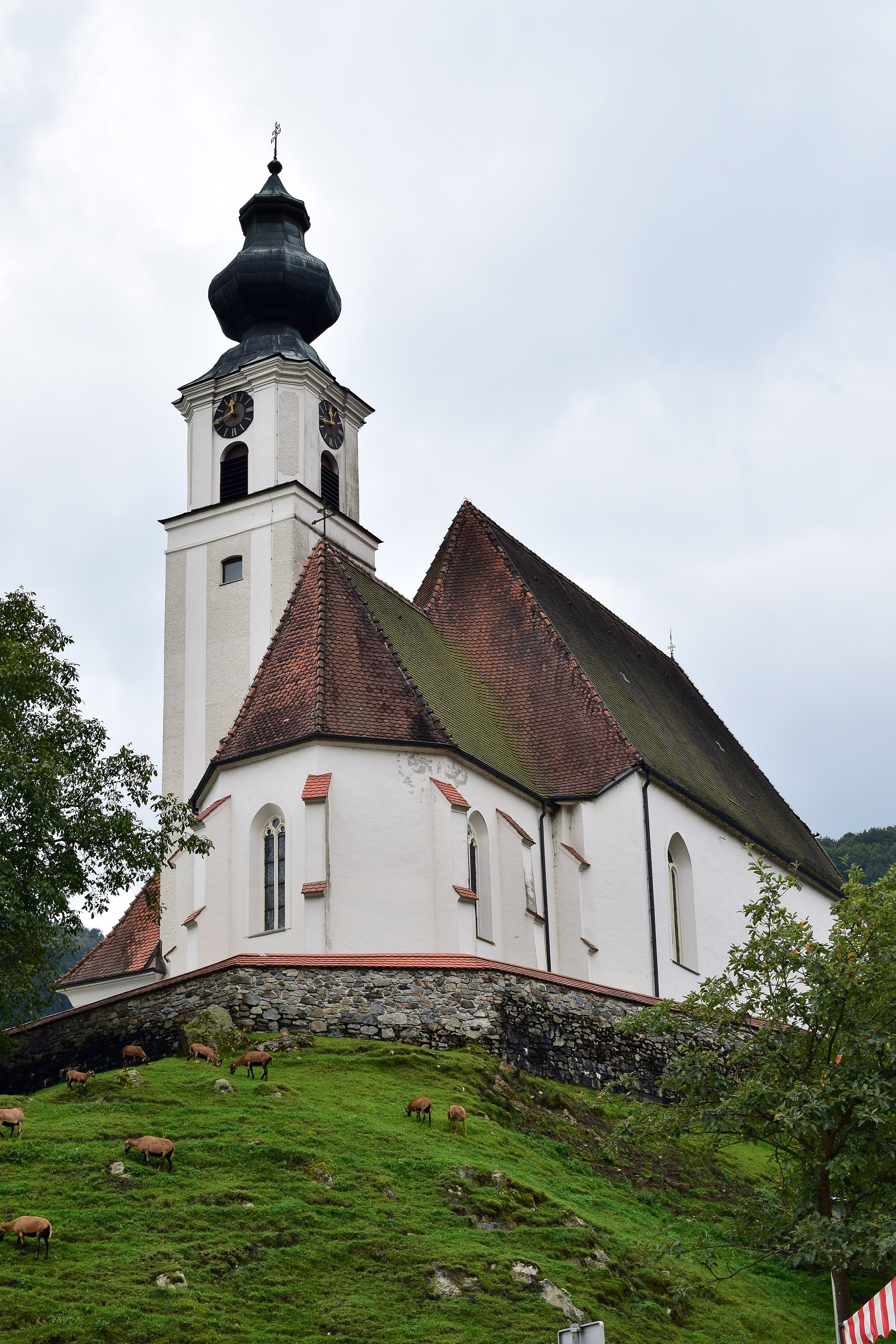
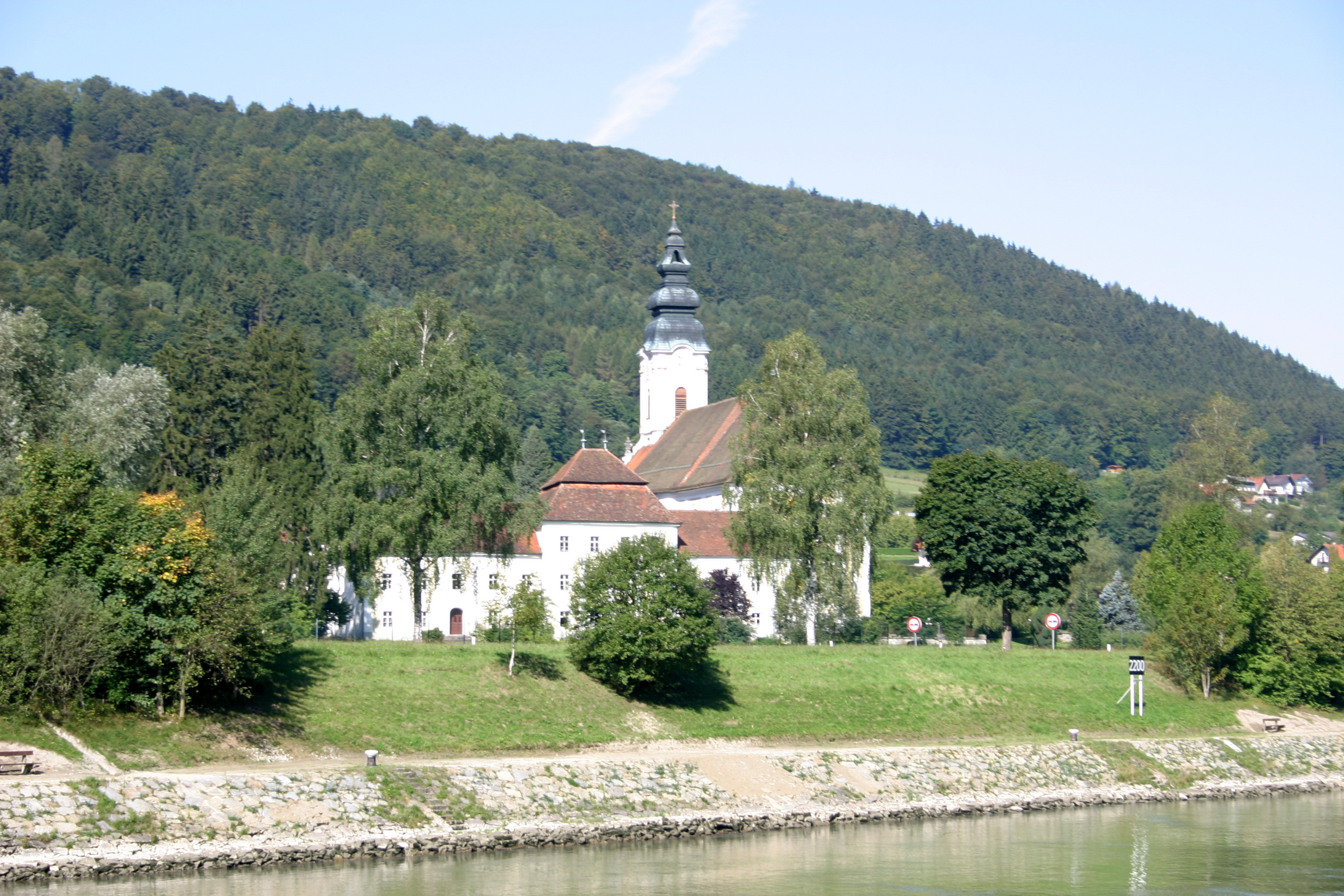
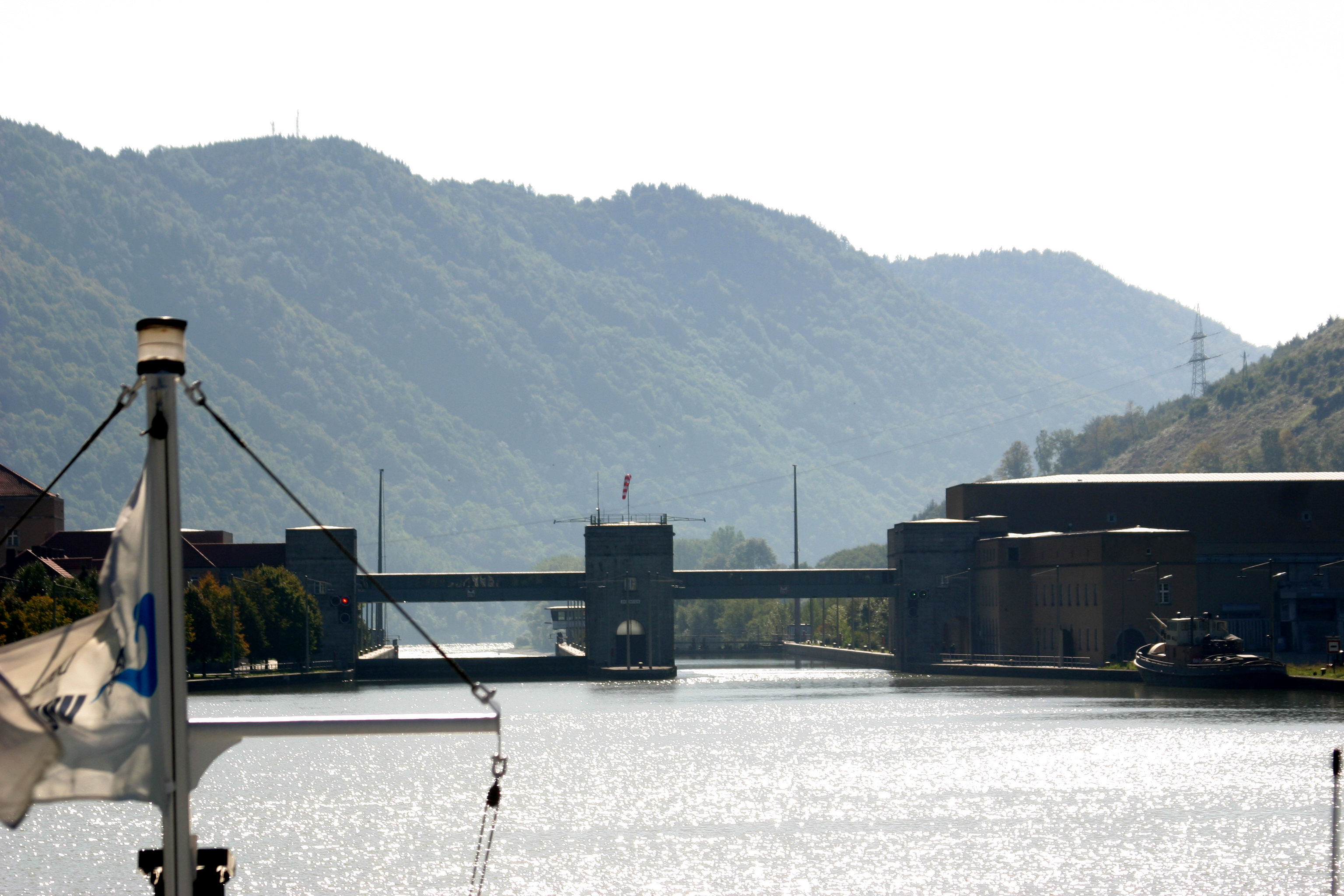
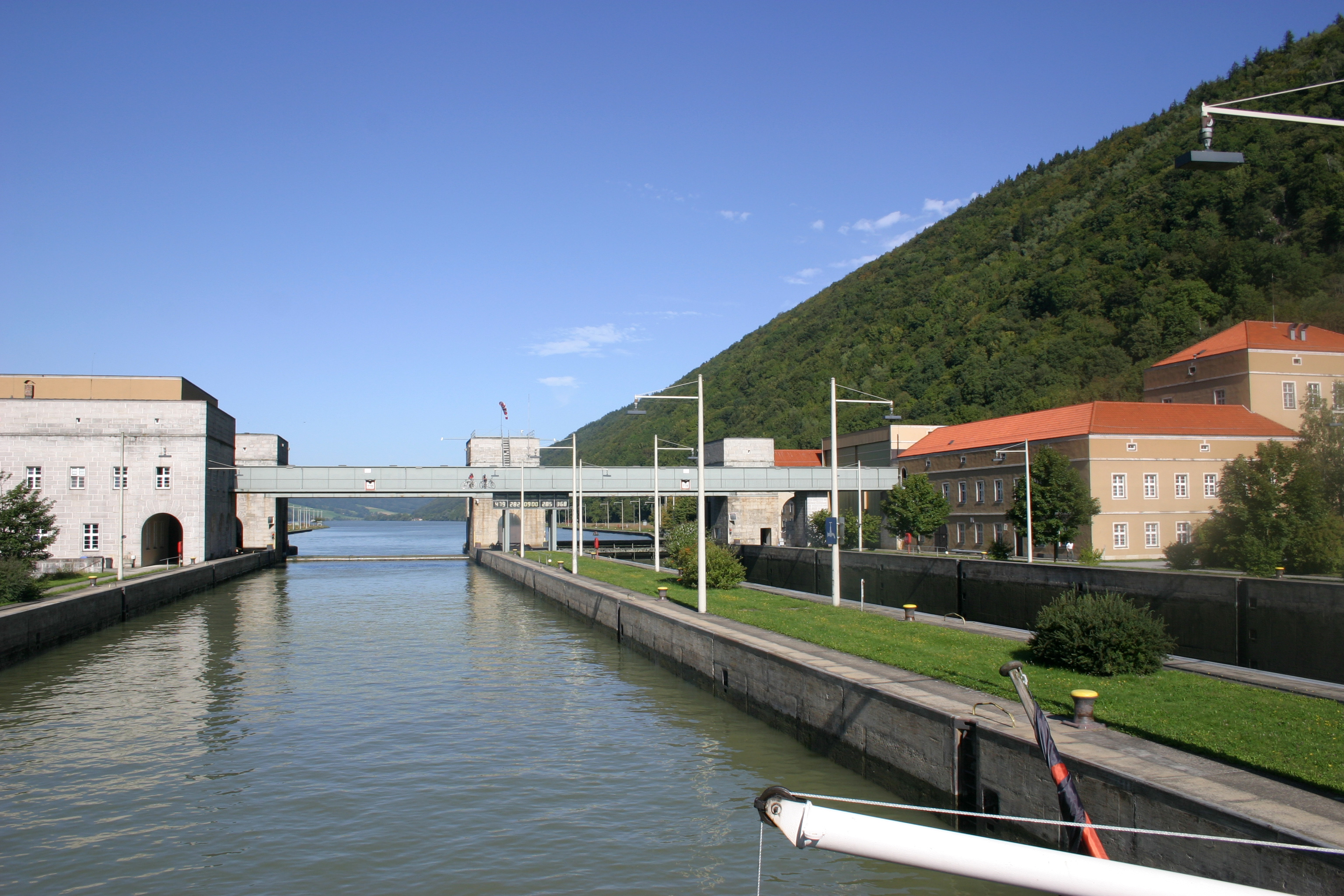
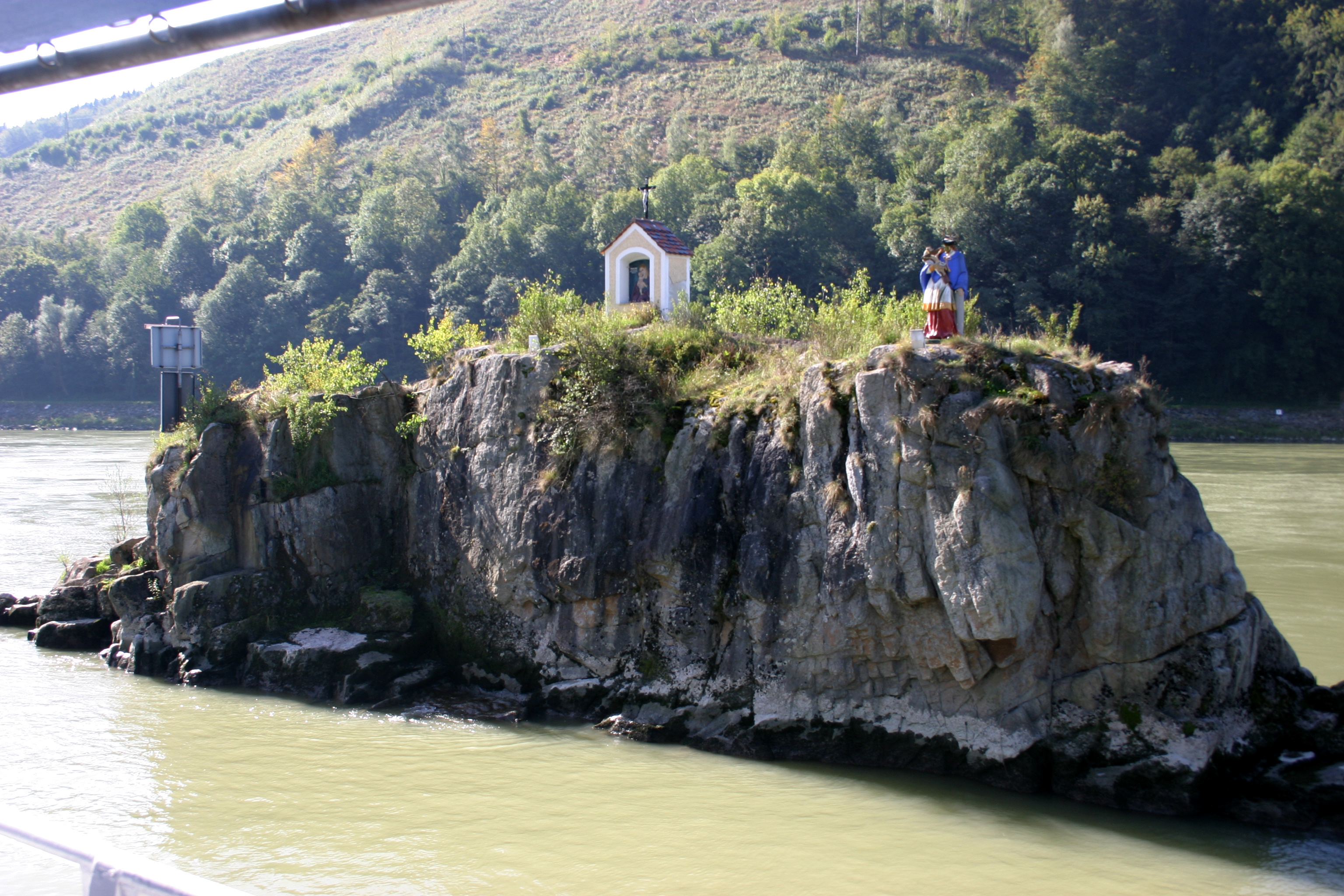